# 自動車模型

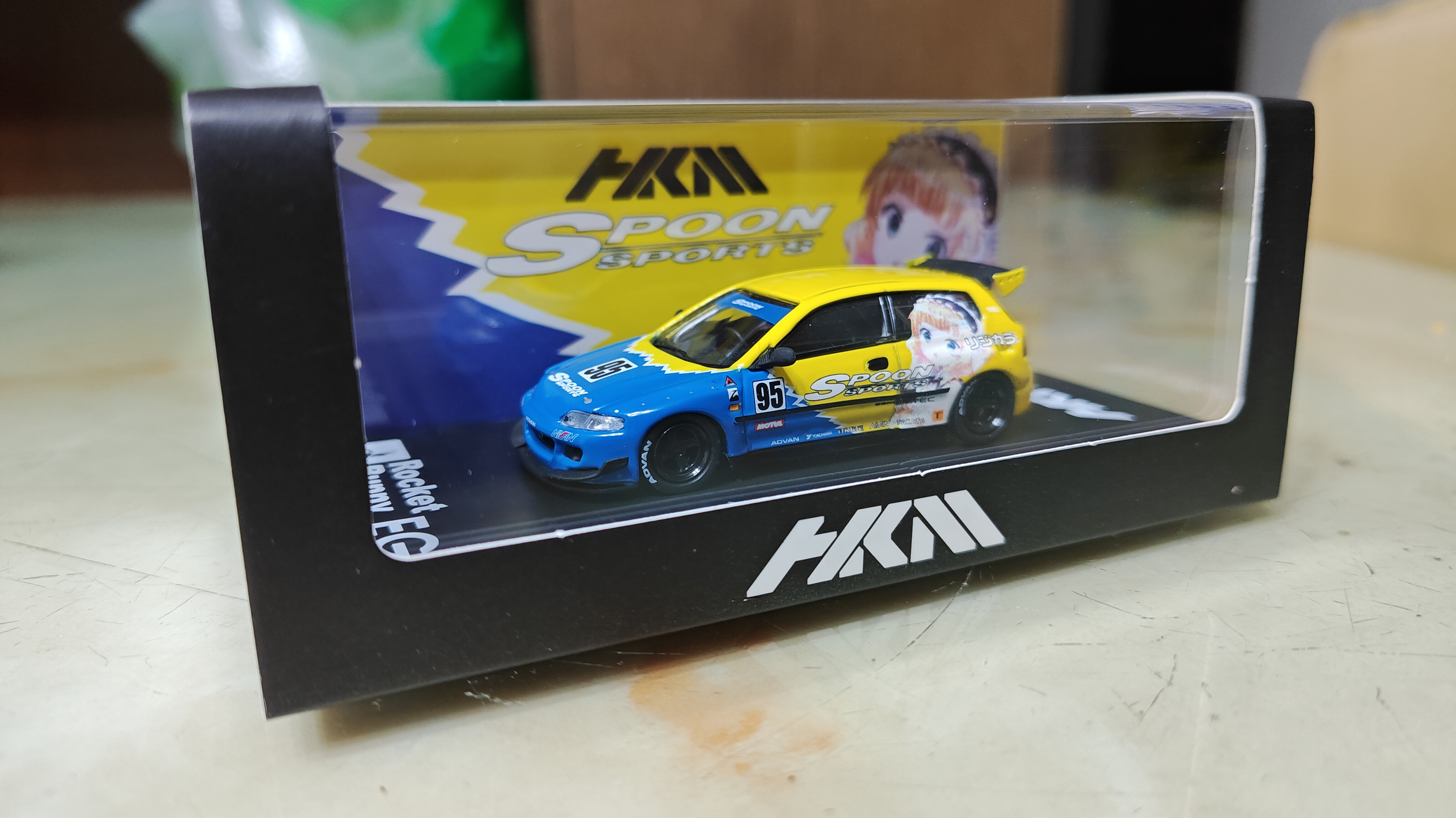
1/64スケールのプラモデル（ホンダ・シビック）

自動車模型（じどうしゃもけい）は自動車を模した模型である。構造上、縮尺した模型や、鑑賞を目的とした模型や、無線操縦で走らせる形式等がある。

## 組立式の自動車模型
多数の自動車模型は実物を模して作られる。それの多くは組立式のプラモデル或いはダイキャスト製の完成品やレジン製等で供給される。それらは鑑賞を目的とされる場合が多い。車種も幅広くオートバイをはじめ乗用車、レース用車、作業車、軍用車両などがある。

### 歴史
1940年代、ダイキャスト製の模型自動車を粗品として銀行が営業促進に使った。屋根には銀行の名前と住所が書かれていた。今日ではそれらは収集の対象となっている。
同時期、プラスチック製の自動車模型に参入した会社があった。それらは1/25スケールで統一されていた。いくつかはより大きな1/20で造られていた。
1950年代、プラスチックモデルは絶頂期を迎えた。AMTは1958年に参入した。レベルとモノグラムも同時期に参入した。黄金期を体現した。
その後、業界再編が進み、近年ではアジア、東欧の新興メーカーの台頭が著しい。

### 無線操縦式
1960年代から徐々に無線操縦式の自動車模型が普及していった。近年ではVSMスペクトラム方式の物が登場している。

## メーカー
- 自動車模型メーカーについてはミニカー (玩具)#主な製品を参照。